# 派克 (愛達荷州)
派克（英語：Pyke）是位於美國愛達荷州弗里蒙特縣的一個非建制地區。該地的面積和人口皆未知。

## 地理
派克的座標為44°40′01″N 111°23′34″W / 44.66694°N 111.39278°W，而該地的平均海拔高度為1507米（即4944英尺）。